# 16文キック

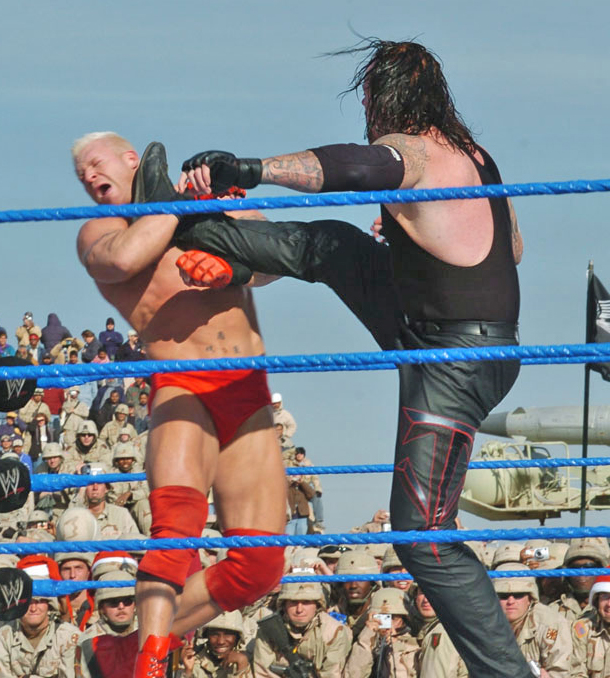
ジ・アンダーテイカーによるビッグ・ブート。

16文キック（じゅうろくもんキック）は、プロレス技の一種である。この名称は日本人レスラーで最初に、この技を必殺技としていたジャイアント馬場が使用した時にのみ適用され、一般的にはハイキックと呼ばれている。ただし、横から蹴る本来のハイキックと区別するためにフロント・ハイキックとも呼称される。アメリカやカナダではビッグ・ブート（Big Boot）、ビッグ・ブーツ（Big Boots）と呼ばれる。カウンターで使用された場合はカウンター・キックとも呼ばれている。

## 概要
ロープにスローイングした相手や、走って向かってきた相手に向かって、片足を前方に真っ直ぐ大きく上げて、相手の顔面を蹴る。ジャイアント馬場の利き足は右足だが、左足を高く上げて蹴る。理由は野球選手（投手）出身である馬場の右投げの投球フォームが元になっており、「咄嗟にキックを出したら自然と左足で蹴っていた」と語っている。たまに右足で蹴ることもあったという。
主にカウンターで用いられて全盛期では、この技でフォールを奪えるほどの威力を誇った。他にも至近距離から出したり、自身が走り込んで繰り出すこともあった。
後年には「ただ突っ立って、反動で戻ってくる相手に足を当てているだけ」というような揶揄も生まれたが実際のところ、反動で戻ってくる巨漢レスラーに対して片足で受け止め蹴り返すには強靭な足腰が必要である。さらに馬場のように真っ直ぐに立った状態で片足を高く上げて相手を蹴るのは難しく、馬場とタッグを組んでいた坂口征二も馬場と同様のキックを行っていたが、腰が曲がり足も真っ直ぐ伸びていない場合が多かった。馬場も最晩年になり、体力の衰えが顕著になるとコーナーやロープにもたれかかった状態で仕掛けることが多くなった。
ビル・ロビンソンとブルーザー・ブロディはロープから戻ってくる時に馬場の足をキャッチして16文キックを防いだことがある。

## エピソード
16文キックはジャイアント馬場がアメリカ武者修行をしていた頃に、タッグを組んでいたスカル・マーフィーからアドバイスを受けて身に付けたといわれる。日本での技の呼び名は馬場の足のサイズに由来する。馬場の靴のサイズはアメリカのサイズ規格の16（約31.5cm）に相当。新聞記者が、この数字を昔の日本の靴などの大きさを示す文（もん）と間違えて表記したことから「16文キック」と呼ばれるようになった。なお、一文は約2.4cmである。これから計算すると16文は約38.4cmになる（実際の馬場の足の大きさは32cm前後であったため、実際は約14文ということになる）。
一見すると簡単な技に見えるが衝撃は大きく、過去にミスター珍が馬場と対戦した際に、16文キックをまともに食らった珍がゴム毬のように吹っ飛ばされ、後頭部からキャンバスに叩きつけられて昏倒し、左半身の脳天から爪先まで完全にしびれて瞳孔が開き、舌も喉の奥に巻き取られるほどの重体となり、救急搬送されるアクシデントも起きている。その後、珍は療養生活を経て復帰した。この件は完全なアクシデント（事故）であったが、馬場は酷く落胆して「もし珍さんが復活できなかったらプロレスを辞めようと思った」と語ったほど落ち込み、珍を心配していたという。
日本人レスラーで馬場と並ぶような足の大きな選手は他におらず、そのため16文キックは馬場のみが使う技となり（他の選手が使用した場合は後述する同型技の項目で挙げられた技名が用いられる）、日本での馬場の代名詞ともなった。馬場が全日本プロレス中継で解説を務めた際には「16文解説」などと称されていた。

## 同型技

### フロント・ハイキック
日本では、この名称で呼ばれていることが多く、単にハイキックとも呼称される。ただし、横方向から蹴りつける一般的なハイキックとはフォームや効果が異なる。

#### ジャンボ・キック
15文キックとも呼ばれている。ジャンボ鶴田が放ったフロント・ハイキック。鶴田も大柄なレスラーではあるが、この技を売りにはしておらず、師匠のジャイアント馬場に関連付けられて命名された。

#### 顔面ハイキック
川田利明が放ったフロント・ハイキック。助走して相手の顔面を蹴る。得意としている各種顔面蹴り技の1つで、流れを変える繋ぎ技などとして幅広く使用していた。

#### カウンター・キック
走ってきた相手の顔面にカウンターで放つフロント・ハイキック。

### ビッグ・ブート
アメリカやカナダで用いられている名称であり、ビッグ・ブーツ、ビッグ・ブート・キック、ビッグ・ブーツ・キックとも呼ばれている。主に長身レスラーが使用している。
外国人選手ではキラー・カール・クラップ、ブラックジャック・マリガン、アレックス・スミルノフ、ハルク・ホーガン、ジ・アンダーテイカー、スコット・ホール、シッド・ビシャス、ケビン・ナッシュ、アンドリュー・マーチン、コーディ・ホール、日本人選手では高山善廣、大森隆男、佐藤耕平、石川修司、河野真幸、長尾浩志、斉藤ジュン、斉藤レイ、荒井優希などが使用。

#### スパイダー・キック
アーニー・ラッドが放つビッグ・ブート。技名は日本でのニックネーム「黒い毒グモ」にちなんで名付けられた。この技でアントニオ猪木からピンフォールを奪っている。

#### 18文キック
アンドレ・ザ・ジャイアントが放つビッグ・ブート。ジャイアント馬場よりも足が大きいということで、この名称で呼ばれていた。古舘伊知郎は実況で、この技を「人間エグゾセミサイル」と形容していた。

#### キングコング・キック
ブルーザー・ブロディが放つビッグ・ブート。ブロディ・キック、超獣キックとも呼ばれている。相手に放ったインパクト（衝撃）の瞬間に軸足をグッと踏み込むのが特徴。古舘伊知郎は実況で、この技を「地獄のICBM弾」と形容していた。

## 派生技

### 低空式ビッグ・ブート
しゃがみ込んでいる相手の顔面を蹴るビッグ・ブート。ほぼ顔面へのフット・スタンプで技を受けた相手は後頭部からマットに叩きつけられる大ダメージ必至の戦慄技。

### ダイナミック・キック
大開脚キックとも呼ばれている。田上明が使用していたフロント・ハイキック。助走しながら大きくジャンプして相手の顔面を蹴る。通常のフロント・ハイキックも、この名称で呼ばれていることがある。
応用技としてコーナーポスト最上段からジャンプして繰り出すダイビング式がある。
ロマン・レインズは相手の頭部をリング内からエプロンに突き出るように据え置き、自身は場外に降りてリングサイドを助走しながらジャンプして蹴る。自身はリングのエプロンに尻餅をついて着地するタイプを使用。

### バイシクル・キック
二段蹴りとも呼ばれている。助走して1度蹴り脚とは逆の脚を振り上げて、その直後に素早く脚を引く動作と同時に蹴り足で地面を蹴り、ジャンプして相手の顔面を蹴る。
主な使用者はビル・アーウィン、スティーブ・ブラックマン、マシュー・ブルーム、シェイマス（ブローグ・キックの名称で使用）、戸澤陽。

### ケンカ・キック
ヤクザ・キックとも呼ばれている。蝶野正洋が使用しているフロント・ハイキック。助走して自身の片膝を曲げたままの状態で片足を前方へと突き出して、相手の顔面を足の裏の踵付近で擦り付けるように蹴る。見た目が映画などでヤクザが使う蹴りに似ていたので「ヤクザ・キック」と命名されたがテレビ、雑誌などで「ヤクザ」という名はコードに引っかかるなど不適切なため、「ヤクザ＝喧嘩」のイメージから「ケンカ・キック」と変更された。なお、前述以外のメディアでは「ヤクザ・キック」と呼称されている場合もある。
派生技として蝶野はシャイニング・ウィザードと組み合わせたシャイニング・ケンカ・キック、 望月成晃はジャンピング式で相手が1回転する程の勢いで蹴るスーパー・ケンカ・キックを使用。

### スライディング・キック
ロープ際に相手をフライング・メイヤーでダウンさせた後に、ロープに走り込んで側頭部に向かって蹴る。
派生技として土井成樹は、四つんばいになっている相手の顔をスライディングのような形で蹴るバカタレ・スライディング・キックを使用。

### 30文キック
ジャイアント馬場とジャンボ鶴田のツープラトン攻撃によるカウンター・ハイキック。元々は鶴田が馬場とタッグを組んだタッグマッチに限り、馬場に合わせて走ってきた相手をカウンターで狙っていたが、鶴田がシングルマッチでも繋ぎ技として使用するようになり、その際は馬場に1文遠慮して15文キックと呼ばれていた。なお、馬場は坂口征二とのタッグチーム「東京タワーズ」でも同様のツープラトン攻撃を使用しており、31文キックと呼ばれていた。

### 32文人間ロケット砲
ジャイアント馬場が放ったドロップキック。単に32文ロケット砲とも呼ばれていた。